# Eumastax venezuelae
Eumastax venezuelae är en insektsart som beskrevs av Marius Descamps 1974. Eumastax venezuelae ingår i släktet Eumastax och familjen Eumastacidae. Inga underarter finns listade i Catalogue of Life.